# 大阪市立豊新小学校
大阪市立豊新小学校（おおさかしりつ ほうしんしょうがっこう）は、大阪府大阪市東淀川区にある公立小学校。
地域の児童数の増加に伴い、新庄小学校・豊里小学校・大隅小学校・菅原小学校の4校の校区を分離再編して、1973年に開校した。開校以来学校敷地の緑化に力を入れている。

## 沿革
- 1973年4月1日 - 開校。
- 1973年11月1日 - 開校式を実施。
- 1983年11月7日 - 全国花いっぱいコンクールで、厚生大臣賞を受賞。
- 1984年10月31日 - 大阪市教育委員会から理科の研究校に指定され、研究発表を実施。

## 通学区域
- 大阪市東淀川区 豊新1丁目-5丁目。
- 大阪市東淀川区 上新庄1丁目1番の一部。

卒業生は大阪市立東淀中学校に進学する。

## 交通
- 阪急京都線 上新庄駅 東へ約400m。